# Päelda
Päelda – wieś w Estonii, w prowincji Sarema, w gminie Muhu.